# Pascale Jacques
Pour les articles homonymes, voir Jacques.
Ne pas confondre avec le handballeur international français Pascal Jacques.
Pascale Jacques, née vers 1958, est une handballeuse internationale française.

## Carrière

### Carrière en club
Elle évolue en club à l'AS Champagnole dans les années 1970, avant de rejoindre en 1977 la JS Villersexel puis en 1979 ou 1980 l'US Dunkerque. Elle y remporte le Championnat de France 1981-1982, à l'issue duquel est elle est nommée « Triangle d'argent » (2e meilleure joueuse du championnat), derrière Carole Martin.
Elle joue ensuite pour le Stade français avec lequel elle est championne de France lors de la saison 1983-1984.
Elle quitte le Stade français pour l'US Créteil à l'intersaison 1985.
Elle rejoint en 1991 l'ASPTT Grasse Mouans Sartoux Handball.

### Carrière internationale
Elle connait sa première sélection en équipe de France en décembre 1975 mais elle est aussi retenue en équipe de France junior avec laquelle elle participe au premier Championnat du monde junior disputé en octobre 1977 en Roumanie et où la France termine avant-dernière.
Au total, elle compte 142 sélections en équipe de France, participant au Championnat du monde féminin de handball 1986. Elle a également remporté une médaille d'argent aux Jeux méditerranéens de 1987.